# قوانين تطور النظم التقنية
قوانين تطور النظم التقنية (بالإنجليزية: Laws of technical systems evolution) هي أكثر طرق تطور النظم التقنية شمولاً وهي الطريقة التي قدمها جنريك ألتشولر (G. S. Altshuller) صاحب نظرية تريز (الحل الابتكاري لجميع المشكلات) بعد أن اطلع على آلاف من شهادات المؤلفات في الاتحاد السوفيتي ومقتطفات من براءات الاختراع الخارجية.
ودرس ألتشولر طريقة نشأة النظم التقنية وتطورها وتحسينها مع مرور الوقت. واكتشف ألتشولر العديد من الاتجاهات التطورية التي تساعد المهندسين في الإسراع من التحسينات التي يغلب على الظن أنها مفيدة. وأهم هذه القوانين هو قانون الدنو من المثالية. وهناك مفهومان للمثالية: من حيث إنها مسلك فريد لتطور النظم التقنية والمثالية بمفهومها الذي يرادف مفهوم «النتيجة النهائية المثالية»، وهو أحد المفاهيم الأساسية في نظرية تريز.

## نبذة تاريخية
كانت دراسة مسارات تطور النظم التقنية منهجًا أساسيًا في أبحاث
تريز منذ نشأتها. ولكن حتى سبعينيات القرن العشرين لم تكن الأنماط المكتشفة المتكررة قد تطورت إلى ما هي عليه كقسم منفصل عن مفهوم تريز بل كانت متناثرة بين الأقسام الأخرى.
وفي سبعينيات القرن العشرين جمع ألتشولر هذه الأنماط في قسم جديد أسماه «قوانين تطور الأنظمة التقنية». وجمع في هذا القسم أنماط التطور المكررة المكتشفة قديمًا بجانب الأنماط الجديدة. وأصبحت دراسة «قوانين التطور» مبحثًا مستقلاً
في تريز. والمؤلفون التالون كان لهم دور بارز بجانب الدور الذي قام به ألتشولر: يوري خوتيمليانسكي (Yuri Khotimlyansky) (درس أنماط موصلية الطاقة في النظم التقنية)، وفلاديمير أسينوفسكي (Vladimir Asinovsky) (اقترح مبادئ التناظر لمكونات مختلفة من النظم التقنية)، ويفجيني كاراسيك (Yevgeny Karasik) (شارك ألتشولر في تأليف قانون الانتقال من المستوى الماكروي إلى المستوى الميكروي وقدم مفهوم النظم التقنية المزدوجة ودرس أنماط تطورها).

## نظام القوانين

### معلومات عامة
في كتابه المتميز الذي ألفه ألتشولر عام 1975، قسم جميع قوانين تطور النظم التقنية إلى 3 أنواع:
- علم السكون – يضم معايير لنسب نجاح النظم التقنية المبتكرة حديثًا.
- علم الحركة - يحدد كيفية تطور النظم التقنية بغض النظر عن الظروف المحيطة بها.
- الديناميكا - يحدد كيفية تطور النظم التقنية في ظل ظروف معينة.

## قوانين السكون
- قانون اكتمال أجزاء النظام

لابد لأي نظام عامل من 4 أجزاء: المحرك وناقل الحركة ووحدة التشغيل (جهاز التشغيل) وعنصر التحكم (جهاز التوجيه). يعمل المحرك على توليد الطاقة اللازمة، وتوجه ناقلات الحركة هذه الطاقة إلى وحدة التشغيل مما يضمن الاتصال مع العالم الخارجي (الجسم المعالج)، وعنصر التحكم يزيد من قابلية النظام للتأقلم.
- قانون موصلية النظام للطاقة

ولما كانت كل النظم التقنية ناقلة للطاقة، فإنه ينبغي أن يتم سريان هذه الطاقة في الأجزاء الرئيسة الأربعة بحرية وفعالية (المحرك وناقل الحركة وعنصر التشغيل وعنصر التحكم). ويمكن نقل الطاقة عن طريق مادة أو مجال أو مجال التصميم.
- قانون تناغم إيقاع أجزاء النظام

ينبغي أن تكون ترددات الاهتزاز أو دورية أجزاء وحركات النظام في تزامن فيما بينها.

## قوانين الحركة
- قانون زيادة درجة مثالية النظام

إن مثالية أي نظام هي النسبة النوعية بين جميع المزايا المرغوب فيها في النظام وتكلفتها أو آثارها الضارة الأخرى. وعند السعي إلى اختيار طريقة لتحسين اختراع معين، فالبعض قد يلجأ بطبيعة الحال إلى رفع المثالية، إما لكي يزيد السمات المفيدة أو لكي يخفض التكاليف أو يقلل الآثار الضارة. وقد يجمع الناتج المثالي النهائي بين جميع المزايا دون أي تكلفة. إلا أنه لا يمكن تحقيق هذا الأمر، كما ينص القانون، أي أن التحويلات المتتالية للتصميم الفني لا تصب دائمًا في صالح تحسين المثالية. المثالية = المزايا/ (التكلفة + الضرر)
- قانون التطور غير المنتظم لأجزاء النظام

يشتمل النظام التقني على أجزاء مختلفة، تتطور بتباين، لتنتج عن ذلك تناقضات جديدة تقنية ومادية.
- قانون الانتقال إلى النظام العملاق

عندما يستنفد نظام ما احتمالات التحسينات الإضافية المهمة، فإنه يُلحق بنظام عملاق ليكون جزءًا من أجزائه. وحينئذ يمكن إدخال تطويرات جديدة عليه.

## القوانين الديناميكية
- الانتقال من المستوى الماكروي إلى المستوى الميكروي

يستمر تطوير أجهزة التشغيل في البداية على المستوى الماكروي ثم يرتقي إلى المستوى الميكروي. والانتقال من المستوى الماكروي إلى المستوى الميكروي هو أحد أهم نزعات تطوير النظم التقنية الحديثة (إن لم يكن أهمها على الإطلاق). ولذا فإنه في دراسة حلول للمشاكل الإبداعية، ينبغي الاهتمام بشكل خاص بفحص «الانتقال من الماكرو إلى الميكرو» وفحص الآثار المادية التي أحدثت هذا الانتقال.
- زيادة استخدام المجالات العملاقة (S-Field)

تتطور نظم المجالات غير العملاقة لتصبح نظم مجالات عملاقة. وتتطور النظم داخل درجة النظم ذات المجالات العملاقة من النظم ذات مجالات ميكانيكية إلى نظم كهرومغناطيسية. ويزداد تشتت المواد في المجالات العملاقة. ويزداد عدد الارتباطات في المجالات الترددية (F-fields) وتجنح استجابة النظام بكامله إلى الارتفاع.